# Shogo: Mobile Armor Division
Shogo è un videogioco fantascientifico di tipo sparatutto in prima persona, del 1998. Si tratta di un'avventura interplanetaria a bordo di giganteschi robot con un arsenale di armi di tutto rispetto. Shogo utilizza, insieme a Blood II: The Chosen, la prima versione del suo diffuso motore grafico di Monolith Lithtech, attualmente all'ottava incarnazione, denominata Jupiter Extended (EX).

## Trama
All'interno di Shogo vestiremo i panni del comandante Sanjuro, membro dell'alleanza ribelle che si oppone ai Fallen, fanatici integralisti che hanno preso il controllo del pianeta Cronus e della sua capitale, Avernus.
La storia inizia proprio con noi che abbiamo l'incarico di far evacuare i resti di una squadra d'attacco uscita distrutta da una disastrosa spedizione per riconquistare Avernus. Una volta al sicuro a bordo della stazione spaziale dei ribelli, verremo immediatamente introdotti alla nostra prossima missione dal nostro superiore, il comandante in capo delle forze ribelli Ammiraglio Akkaraju. Stavolta però la missione non sarà riconquistare Cronos, bensì insinuarsi nella città di Avernus ed uccidere Gabriel, il capo dei Fallen, in modo da gettare le forze nemiche nel chaos e poterle sconfiggere facilmente. Per svolgere l'incarico affidatoci potremo contare sull'aiuto delle MCA, gigantesche unità robotiche pesantemente armate. In tutto ve ne sono 4, ognuna con proprie particolarità di manovra e capacità di armamento.
Una volta ad Avernus, però, a causa di nuovi e preoccupanti imprevisti, Sanjuro si ritroverà bloccato dietro le linee nemiche senza alcuna possibilità di contatto con l'esterno. La sua sola speranza di uscire vivo da quella pericolosa situazione è di insinuarsi nella centrale radio dei Fallen e neutralizzare il segnale di disturbo in modo da ripristinare il collegamento.
Grazie all'aiuto del bizzarro Hank Johnson l'operazione riesce, ma quale sorpresa per Sanjuro quando a rispondere alla sua chiamata non sono i ribelli ma Kura, la sua vecchia fidanzata che lui credeva morta in un attacco ad Avernus. Kura chiede a Sanjuro di incontrarla in un bar di Avernus per rivelargli alcuni importanti segreti in merito a Gabriel e alla guerra, e dal momento che i Fallen hanno rubato l'MCA del comandante Sanjuro non ha altra scelta che obbedire, anche se questo lo porta in aperto conflitto con gli ordini di Akkaraju. Oltre all'aiuto di Hank, Sanjuro riceve la collaborazione anche del misterioso Ryo Ishikawa, capo della Shogo Industries, ma quando arriva al luogo dell'incontro scopre di essere stato ingannato. Ryo gli volta le spalle e Kura viene catturata dai Fallen dopo aver rivelato a Sanjuro che Gabriel non è altri che Toshiro, il fratello del comandante, anche lui creduto morto, e che Uziel, il braccio destro del dittatore, è in realtà Baku, il suo migliore amico.
Grazie ad una manovra rocambolesca Sanjuro riesce a liberare Kura e a scoprire tutta la verità: Toshiro è stato catturato da una creatura aliena di nome Conthineal che tiene sotto controllo la sua volontà, manovrando i Fallen come fossero dei pupazzi. Baku, al contrario, è ancora sano, ma accecato dalla sete di potere sta aiutando sia Conthineal che i Fallen a realizzare i loro scopi. I due compagni vengono però nuovamente divisi quando le truppe della Shogo fanno irruzione negli hangar delle MCA, e lo stesso Hank ci rimette la vita ucciso per mano dello stesso Ryo.
A questo punto, a Sanjuro si prospettano due possibili soluzioni: obbedire ancora una volta agli ordini del generale Akkaraju ed eliminare Conthineal, oppure credere ai buoni propositi della creatura e aiutarla nella pacifica convivenza con gli umani eliminando la minaccia del Cannone di Kato, l'arma suprema con cui Akkaraju intende mettere fine una volta per tutte alla guerra.
Indipendentemente dalla strada che decideremo di prendere, alla fine di tutto avremo la possibilità di regolare i conti anche con Ryo Ishikawa e riportare la pace su Cronos.

## Modalità di gioco
Il gioco è uno sparatutto in prima persona. Nella parte inferiore dello schermo si trovano le barre Health (salute), Armor (armatura) e Ammunition (munizioni). In tutto si hanno fino a 9 armi, selezionabili dai tasti numerici. Inizialmente si hanno solo un coltello o una katana (a seconda dell'unica MCA scelta) e un Pulse Rifle ma avanzando nel gioco si ottengono nuove armi, come la lenta e devastante Red Riot. Avanzando si possono trovare dei bonus che aumenteranno Health e Armor, garantendo a Sanjuro ed al suo mecha maggiore resistenza contro gli attacchi nemici. I livelli possono presentare due diverse modalità, quelle a bordo delle grandi unità mecha MCA e quelle d'infiltrazione a piedi, dove si comanda lo stesso Sanjuro, con un armamentario ovviamente diverso. Sarà possibile salvare e caricare liberamente in qualunque momento del gioco. A volte si è costretti a trasformarsi in veicolo per passare nei passaggi più stretti.